# Chodsigoa hypsibia
Chodsigoa hypsibia es una especie de musaraña de la familia Soricidae.

## Distribución geográfica
Es endémica de China.